# Dương Tơ
Dương Tơ là một xã thuộc thành phố Phú Quốc, tỉnh Kiên Giang, Việt Nam.

## Địa lý
Xã Dương Tơ nằm ở trung tâm thành phố Phú Quốc, có vị trí địa lý:
- Phía đông giáp xã Hàm Ninh và Vịnh Thái Lan
- Phía tây giáp Vịnh Thái Lan
- Phía nam giáp phường An Thới
- Phía bắc giáp phường Dương Đông và xã Cửa Dương.

Xã Dương Tơ có diện tích 81,78 km², dân số năm 2023 là 32.165 người, mật độ dân số đạt 393 người/km².
Xã Dương Tơ có sân bay quốc tế Phú Quốc.

## Hành chính
Xã Dương Tơ được chia thành 6 ấp: Cửa Lấp, Dương Tơ, Đường Bào, Suối Đá, Suối Lớn, Suối Mây.

## Lịch sử
Dưới thời Pháp thuộc, địa bàn xã Dương Tơ hiện nay thuộc làng Dương Đông, quận Phú Quốc, tỉnh Hà Tiên.
Đến những năm kháng chiến, chính quyền cách mạng tách một phần diện tích và dân số của xã Dương Đông để thành lập xã Dương Tơ. Xã Dương Tơ lúc bấy giờ có địa giới hành chính bao gồm cả xã An Thới thuộc quận Phú Quốc được chính quyền Việt Nam Cộng hòa lập năm 1960.
Ngày 17 tháng 2 năm 1979, Hội đồng Chính phủ ban hành Quyết định số 50-CP về việc:
- Chia xã Dương Tơ thành xã An Thới và xã Dương Tơ.
- Sáp nhập ấp Rạch Hàm của xã Hàm Ninh và xóm Suối Mây của thị trấn Dương Đông vào xã Dương Tơ.

Ngày 9 tháng 12 năm 2020, Ủy ban Thường vụ Quốc hội ban hành Nghị quyết số 1109/NQ-UBTVQH14 về việc thành lập thành phố Phú Quốc thuộc tỉnh Kiên Giang trên cơ sở toàn bộ diện tích và dân số của huyện Phú Quốc. Xã Dương Tơ trực thuộc thành phố Phú Quốc.

## Du lịch
- Bãi Trường.
- Khu du lịch Suối Tranh.